# Rolf Beu

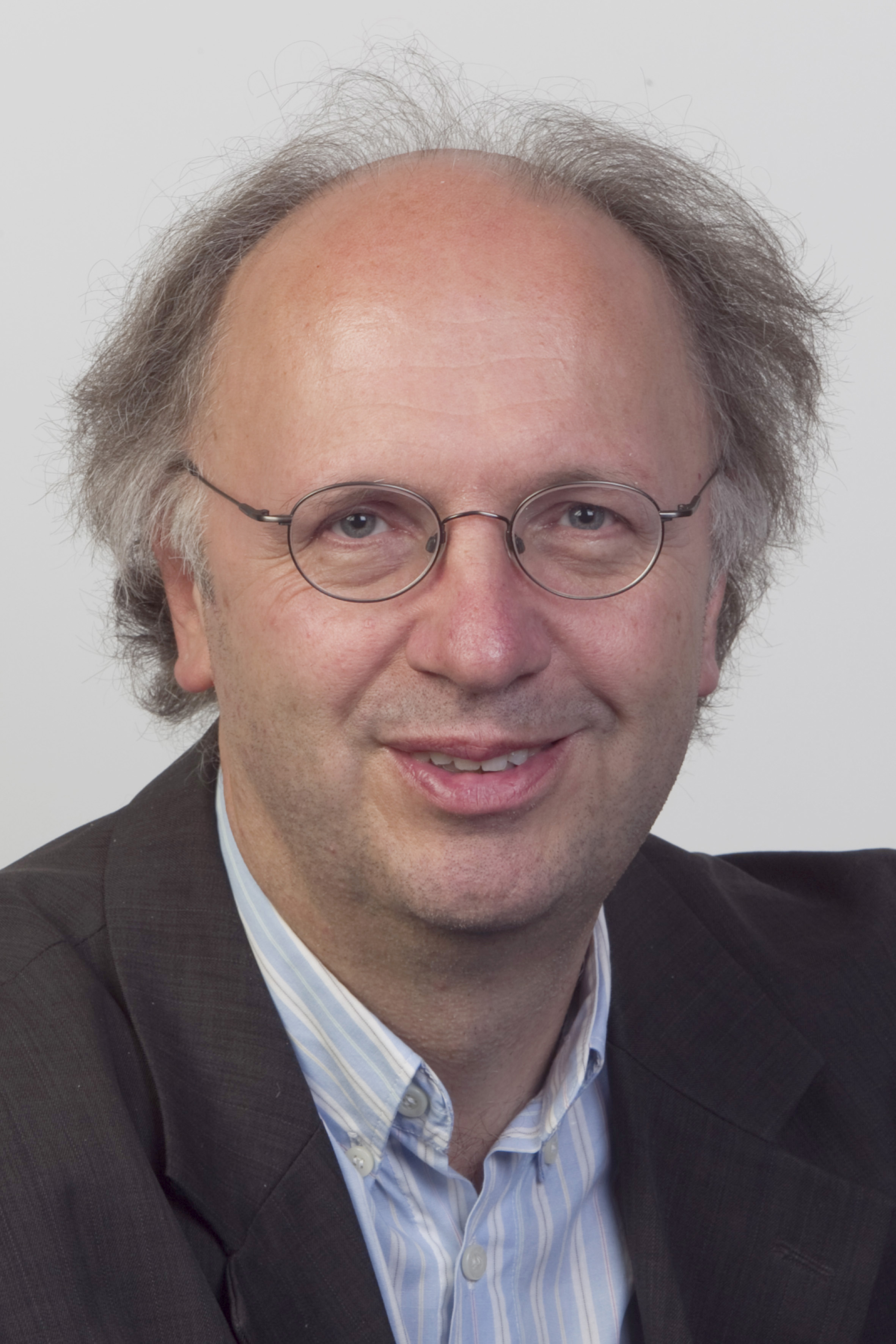
Rolf Beu (2010)

Rudolf Beu (* 16. Juli 1957 in Bonn) ist ein deutscher Politiker und war Abgeordneter im Landtag von Nordrhein-Westfalen (Bündnis 90/Die Grünen).

## Leben
Beu besuchte die Schule in seiner Geburtsstadt Bonn. Nach der Fachhochschulreife absolvierte er eine kaufmännische Ausbildung, studierte Betriebswirtschaft an der Fachhochschule Köln, leistete den Zivildienst im Universitätsklinikum Bonn ab und übernahm danach eine Tätigkeit als Sozialberater im Amt für Ausbildungsförderung des Bonner Studierendenwerks. Als ver.di (damals ÖTV)-Vertreter war er dort zeitweise Personalratsmitglied. Seit 1987 ist Beu Mitglied im Bonner Sport-Club. Nachdem er lange Jahre in Endenich lebte, wohnt er seit 2000 im Stadtteil Dransdorf.

## Politik
Beu ist Gründungsmitglied der Partei DIE GRÜNEN. Zuvor war er bei der Alternativen und Grünen Liste Bonn aktiv. Mit rotationsbedingten Unterbrechungen ist er seit 1984 Stadtverordneter im Rat der Stadt Bonn. In seinem Wahlbezirk Endenich/Weststadt wurde er 2009 direkt in den Stadtrat gewählt. Er war langjähriger Vorsitzender des Bonner Planungs- und Verkehrsausschusses und verkehrs- sowie sportpolitischer Sprecher der GRÜNEN-Ratsfraktion in Bonn. Aktuell ist Beu Fraktionsvorsitzender in der Bezirksvertretung Bonn, Mitglied im Fraktionsvorstand der Stadtratsfraktion und deren mobilitätspolitischer Sprecher. Bei den Verkehrsverbünden Nahverkehr Rheinland und Rhein-Sieg ist er Mitglied der jeweiligen Zweckverbandsversammlung. In der Landschaftsversammlung Rheinland des LVR ist Rolf Beu kulturpolitischer Sprecher und im Regionalrat Köln Fraktionsvorsitzender. Von 2012 bis 2017 war er Landtagsabgeordneter der GRÜNEN in NRW. Bei der Landtagswahl in Nordrhein-Westfalen 2012 errang er ein Mandat über die Landesliste seiner Partei. In der Landtagsfraktion von Bündnis 90/Die Grünen war Rolf Beu der Sprecher für ÖPNV und Bahnpolitik sowie der Beauftragte für die Regionalräte und Landschaftsverbände. Er war Mitglied im Bau- und Verkehrsausschuss und im Sportausschuss NRW und wurde in den Vorstand der parlamentarischen Gruppe Bahn gewählt.
Bei der Kommunalwahl im Mai 2014 wurde er mit dem Rekordergebnis von 37 % (in einzelnen Stimmbezirken über 50 %) erneut direkt in den Bonner Stadtrat gewählt. Bei der folgenden Kommunalwahl im September 2020 konnte er sein Wahlergebnis nochmals steigern. Mit 44 % der Stimmen wurde er von den Wählerinnen und Wählern in Endenich und der Weststadt zum dritten Mal direkt in den Bonner Stadtrat gewählt, während die Kandidierenden von CDU und SPD gemeinsam nur 25 % Stimmanteil als Zweit- und Drittplatzierte erhielten. Dies war unabhängig von der Parteizugehörigkeit das beste Stimmergebnis eines Bewerbers in allen 33 Bonner Wahlbezirken und das beste eines GRÜNEN Kandidaten in einer nordrhein-westfälischen Großstadt. 2021 durch die Mitgliederversammlung der Metropolregion Rheinland in den Verwaltungsrat der Metropolregion gewählt.